# 方达
方达，美国纽约州蒙哥马利县的一个村庄，为蒙哥马利县的县府所在地。总人口795（2010年）。方达得名于荷兰裔美国人Douw Fonda。